# Cianoformo
El cianoformo es un compuesto orgánico con la fórmula química HC(CN)
3 y tiene una geometría molecular tetraédrica. Es un derivado del metano en el que tres de sus hidrógenos han sido sustituidos por grupos -ciano, es considerado un pseudohalómetano. El cianoformo es un ácido fuerte y con un pKa = −5.1 en agua y 5.1 en acetonitrilo. Solo es estable por debajo de los -40ºc.

## Historia
Aunque sus sales se conocen desde hace mucho tiempo, el compuesto aislado de cianoformo tiene una larga historia y no se aisló como tal hasta 2015.
El primer intento registrado de aislar el cianoformo fue realizado en 1896 por el químico Hermann Schmidtmann, quien intentó producir cianoformo mezclando tricianometanuro de sodio y ácido sulfúrico sin éxito.
El equipo de Andrea Kornath de la Universidad Ludwig Maximilian de Múnich (Alemania, 2015) pudo finalmente aislar el compuesto a temperaturas de -50 °C. Kornath y sus colegas lo hicieron con floruro de hidrógeno en lugar de ácido sulfúrico, mediante una reacción sencilla de tricianometanuro de calcio con fluoruro de hidrógeno anhidro. Obtuvieron un líquido incoloro y mediante RNM, descubrieron que la molécula resultante coincidía perfectamente con la estructura del cianoformo, aunque no se pudo separar del subproducto dibifluoruro de calcio Ca(HF2)2 y su tautómero. 

## Estructura
Las longitudes de enlaces regulares son de C-H (109,8 pm), C-C (146,7 pm) y C≡N (114,7 pm). Tiene una estructura tetraédrica altamente simétrica con todos los ángulos C-C-C de 110,9° y ángulos C-C-H de 108,0°. Es decir, el átomo de carbono central asume un esquema de hibridación sp3 típico. Se caracterizó mediante vibraciones moleculares con espectroscopia IR, Raman y 1H NMR, 13C NMR, 14N NMR.

### Isomería
El tricianometano tiene cuatro isómeros estructurales de los cuales lo más estudiados son el dicianoisonitrilmetano (NC)
2CNCH, y el dicianocetenimina (NC)
2CCNH que es relativamente estable y también es su tautómero.

## Propiedades
El cianoformo se clasifica como uno de los ácidos de carbono más ácidos con un pKa estimado de -5,1 en agua y un pKa medido de 5,1 en acetonitrilo. Es un líquido transparente a -40 °C, y se descompone rápidamente a temperatura y presión ambiente.

## Medio interestelar
Las observaciones realizadas en marzo de 1979 tenían como objetivo buscar cianoformo en nubes moleculares oscuras y frías, utilizando un espectrómetro y el telescopio del Onsala Space Observatory. Se empleó una frecuencia de 34,379 MHz para la transición J = 6 → 5 con el fin de detectar dicha molécula. Sin embargo, no se detectaron señales de cianoformo, estableciendo límites superiores para la densidad de esta molécula en las nebulosas IRC+10216 y TMC-1. Además, el espectro del cianoformo resultó ser complejo debido a sus componentes cuadrupolares y la división espín-núcleo. A esto se sumó el hecho de que se asumieron bajas temperaturas de excitación, lo que probablemente no fue suficiente para activar las transiciones moleculares necesarias para la detección de la molécula.